# Franco de Vita

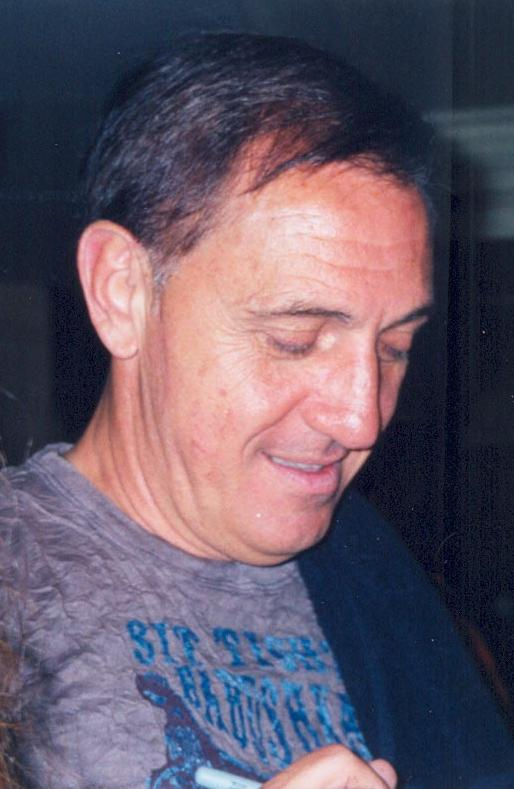
Franco de Vita (2006)

Franco de Vita (* 23. Januar 1954 in Caracas, Venezuela) ist ein venezolanischer Pianist und Popsänger. Seine Eltern sind italienischer Abstammung. Er komponiert seine Songs selbst und schreibt auch für andere Popgrößen wie Ricky Martin oder Enrique Iglesias.

## Leben und Wirken
De Vita ist zwar im deutschsprachigen Raum weniger bekannt, erfreut sich in Amerika aber ziemlich großer Beliebtheit. Vom dritten bis zum 13. Lebensjahr lebte er in Italien. Seine musikalischen Idole sind The Beatles und The Rolling Stones.
Der ledige Franco de Vita lebt in Madrid und reist oft nach Venezuela in sein Herkunftsland.
Im Februar 2008 nahm er beim internationalen Gesangsfestivals im chilenischen Viña del Mar teil und gewann auf Anhieb sämtliche Preise. Einige seiner Titel lauten: Tengo, No hay cielo, Dondé está el amor.

## Diskografie

### Alben
- 1984: Franco de Vita
- 1986: Fantasía
- 1988: Al norte del sur
- 1990: Extranjero
- 1992: En vivo (Marzo 16)
- 1993: Voces a mi alrededor
- 1996: Fuera de este mundo
- 1999: Nada es igual

| Jahr | Titel                                 | Höchstplatzierung, Gesamtwochen, AuszeichnungChartplatzierungen (Jahr, Titel, Platzierungen, Wochen, Auszeichnungen, Anmerkungen) | Höchstplatzierung, Gesamtwochen, AuszeichnungChartplatzierungen (Jahr, Titel, Platzierungen, Wochen, Auszeichnungen, Anmerkungen) | Höchstplatzierung, Gesamtwochen, AuszeichnungChartplatzierungen (Jahr, Titel, Platzierungen, Wochen, Auszeichnungen, Anmerkungen) | Anmerkungen                                        |
| Jahr | Titel                                 | US | Latin | ES | Anmerkungen                                        |
| ---- | ------------------------------------- | --- | --- | --- | -------------------------------------------------- |
| 2002 | Segundas Partes Tambien Son Buenas    | — | Latin29 (8 Wo.)Latin | — | Erstveröffentlichung: 19. März 2002                |
| 2004 | Stop                                  | — | Latin7 (28 Wo.)Latin | — | Erstveröffentlichung: 4. Mai 2004                  |
| 2006 | Mil y una historias en vivo           | — | Latin25 (15 Wo.)Latin | — | Erstveröffentlichung: 26. September 2006 Livealbum |
| 2008 | Simplemente la verdad                 | — | Latin14 (10 Wo.)Latin | — | Erstveröffentlichung: 23. September 2008           |
| 2011 | En Primera Fila                       | US140 (2 Wo.)US | Latin3 Gold · (51 Wo.)Latin | ES81 (4 Wo.)ES | Erstveröffentlichung: 31. Mai 2011 Livealbum       |
| 2013 | Franco de Vita vuelve en primera fila | — | Latin15 (3 Wo.)Latin | ES65 (4 Wo.)ES | Erstveröffentlichung: 12. November 2013 Livealbum  |
| 2016 | Libre                                 | — | Latin4 (6 Wo.)Latin | — | Erstveröffentlichung: 14. Oktober 2016             |

grau schraffiert: keine Chartdaten aus diesem Jahr verfügbar

### Singles
| Jahr | Titel Album                                                 | Höchstplatzierung, Gesamtwochen, AuszeichnungChartplatzierungen (Jahr, Titel, Album, Platzierungen, Wochen, Auszeichnungen, Anmerkungen) | Höchstplatzierung, Gesamtwochen, AuszeichnungChartplatzierungen (Jahr, Titel, Album, Platzierungen, Wochen, Auszeichnungen, Anmerkungen) | Anmerkungen            |
| Jahr | Titel Album                                                 | Latin | ES | Anmerkungen            |
| ---- | ----------------------------------------------------------- | --- | --- | ---------------------- |
| 1987 | Aqui estas otra vez Fantasia                                | Latin41 (2 Wo.)Latin | — |                        |
| 1987 | Solo Importas Tu Fantasia                                   | Latin8 (27 Wo.)Latin | — |                        |
| 1989 | Te Amo Al Norte Del Sur                                     | Latin2 (29 Wo.)Latin | — |                        |
| 1989 | Louis Al Norte Del Sur                                      | Latin7 (19 Wo.)Latin | — |                        |
| 1990 | Esta Vez Al Norte Del Sur                                   | Latin9 (14 Wo.)Latin | — |                        |
| 1990 | Promesas Al Norte Del Sur                                   | Latin9 (12 Wo.)Latin | — |                        |
| 1991 | No Basta Extranjero                                         | Latin1 (20 Wo.)Latin | — |                        |
| 1991 | Ya Lo He Vivido Extranjero                                  | Latin12 (13 Wo.)Latin | — |                        |
| 1991 | Sera Extranjero                                             | Latin30 (2 Wo.)Latin | — |                        |
| 1994 | Calido Y Frio Voces A Mi Alrededor                          | Latin5 (13 Wo.)Latin | — |                        |
| 1994 | Y Te Pienso Voces A Mi Alrededor                            | Latin31 (5 Wo.)Latin | — |                        |
| 1996 | Fuera De Este Mundo                                         | Latin21 (6 Wo.)Latin | — |                        |
| 1999 | Traigo Una Pena Nada Es Igual                               | Latin6 (12 Wo.)Latin | — |                        |
| 1999 | Te Veo Venir Soledad Nada Es Igual                          | Latin30 (5 Wo.)Latin | — |                        |
| 2002 | Como Decirte No Segundas Partes También Son Buenas          | Latin20 (18 Wo.)Latin | — |                        |
| 2004 | Tú de qué vas Stop                                          | Latin3 (26 Wo.)Latin | — |                        |
| 2004 | Si La Ves Stop                                              | Latin10 (26 Wo.)Latin | — | mit Sin Bandera        |
| 2006 | Tengo Mil Y Una Historias En Vivo                           | Latin26 (9 Wo.)Latin | — |                        |
| 2008 | Un Buen Perdedor –                                          | Latin2 (24 Wo.)Latin | — | mit K-Paz              |
| 2008 | Mi Sueno Simplemente La Verdad                              | Latin11 (19 Wo.)Latin | — |                        |
| 2009 | Cuando Tus Ojos Me Miran Simplemente La Verdad              | Latin21 (17 Wo.)Latin | — |                        |
| 2009 | Nada se compara a ti De Mi Puño y Letra                     | — | ES17 (24 Wo.)ES | mit Carlos Baute       |
| 2011 | Tan Solo Tu En Primera Fila                                 | Latin14 (19 Wo.)Latin | ES44 (1 Wo.)ES | feat. Alejandra Guzmán |
| 2012 | Si tú no estás –                                            | — | ES25 (1 Wo.)ES | mit Amaia Montero      |
| 2014 | Te Pienso Sin Querer (Primera Fila) Vuelve En Primera Fila  | Latin24 (12 Wo.)Latin | — | feat. Gloria Trevi     |
| 2014 | Y Tu Te Vas (Vuelve en Primera Fila) Vuelve En Primera Fila | Latin44 (1 Wo.)Latin | — | feat. Carlos Rivera    |

grau schraffiert: keine Chartdaten aus diesem Jahr verfügbar

### Gastbeiträge
| Jahr | Titel Album                                                   | Höchstplatzierung, Gesamtwochen, AuszeichnungChartplatzierungen (Jahr, Titel, Album, Platzierungen, Wochen, Auszeichnungen, Anmerkungen) | Höchstplatzierung, Gesamtwochen, AuszeichnungChartplatzierungen (Jahr, Titel, Album, Platzierungen, Wochen, Auszeichnungen, Anmerkungen) | Anmerkungen                         |
| Jahr | Titel Album                                                   | Latin | ES | Anmerkungen                         |
| ---- | ------------------------------------------------------------- | --- | --- | ----------------------------------- |
| 2008 | Oye, Donde Esta El Amor Wisin vs. Yandel: Los Extraterrestres | Latin25 (7 Wo.)Latin | — | Wisin & Yandel feat. Franco de Vita |

## Auszeichnungen für Musikverkäufe
| Goldene Schallplatte - Argentinien - 2001: für das Album Mis 30 Mejores Canciones - Mexiko - 2007: für den Mastertone Tú de qué vas - 2013: für die Single Tú de qué vas Platin-Schallplatte - Mexiko - 2024: für das Album Franco de Vita vuelve en primera fila | 3× Goldene Schallplatte - Mexiko - 2007: für das Album Mil y una historias en vivo - 2013: für die Single Tan Solo Tu 5× Goldene Schallplatte - Mexiko - 2006: für das Album Stop 9× Goldene Schallplatte - Mexiko - 2020: für das Album En Primera Fila |

Anmerkung: Auszeichnungen in Ländern aus den Charttabellen bzw. Chartboxen sind in ebendiesen zu finden.
| Land/RegionAuszeichnungen für Musikverkäufe (Land/Region, Auszeichnungen, Verkäufe, Quellen) | Gold     | Platin     | Verkäufe | Quellen         |
| -------------------------------------------------------------------------------------------- | -------- | ---------- | -------- | --------------- |
| Argentinien (CAPIF)                                                                          | Gold1    | —          | 20.000   | capif.org.ar    |
| Mexiko (AMPROFON)                                                                            | 6× Gold6 | 9× Platin9 | 880.000  | amprofon.com.mx |
| Vereinigte Staaten (RIAA)                                                                    | Gold1    | —          | 30.000   | riaa.com        |
| Insgesamt                                                                                    | 8× Gold8 | 9× Platin9 |          |                 |